# Jürgen Thorwald
Jürgen Thorwald, Pseudonym von Heinz Bongartz (* 28. Oktober 1915 in Solingen; † 4. April 2006 in Lugano), war ein deutscher Schriftsteller, der vor allem als Autor von mit literarischen Mitteln gestalteten historischen Sachbüchern großen Erfolg hatte. Seine Bücher über das Ende des Zweiten Weltkrieges, die Geschichte der Chirurgie und die Geschichte der wissenschaftlichen Kriminalistik wurden zu Bestsellern.

## Leben
Heinz Bongartz, der Sohn eines Lehrers, begann nach dem Schulabschluss zunächst in Köln ein Medizinstudium, das er aber bald aus gesundheitlichen Gründen abbrach. Stattdessen studierte er Germanistik und Geschichte, ebenfalls an der Universität zu Köln. Seine journalistische Laufbahn begann 1933; er schrieb für Die Braune Post, die SS-Zeitung Das Schwarze Korps und besonders für die Essener National-Zeitung, ein „Organ der NSDAP.“ Der Thorwald-Forscher David Oels bemerkte zu seinem frühen Wirken:

„Nach abgebrochenem Philologiestudium spezialisierte er sich von 1938 an auf die publizistischen Wachstumsmärkte Luftfahrt und Luftwaffe. 1939 erschien sein erstes Buch Luftmacht Deutschland, ein reich bebilderter Folioband. Das Geleitwort schrieb Hermann Göring.“

Während des Zweiten Weltkrieges war Bongartz in Berlin ziviler Mitarbeiter in der geschichtlichen Abteilung des Oberkommandos der Marine. Seine bis 1945 entstandenen Publikationen „bewegen sich (…) im Zwischenreich von Tagesjournalismus, populärer Geschichtsschreibung und Propaganda […], auch wenn er nicht zu den Propagandatruppen gehörte.“ So versprach der Klappentext seines zweiten Buches, Luftkrieg im Westen (1940) ein „Tatsachenbuch“, das die „wesentlichen fliegerischen Kampfhandlungen […] mit Spannung geladen“ darstelle.
Nach Kriegsende war Bongartz alias Jürgen Thorwald zunächst als Journalist in Stuttgart tätig, wo er zu den Mitbegründern der Wochenzeitung Christ und Welt gehörte, für die er zudem von 1948 bis 1951 als Redakteur arbeitete Anschließend war Thorwald bei der Illustrierten Quick tätig. Ein im Frühjahr 1945 entstandener Bericht, „für den er in die Lübecker Bucht geschickt wurde, um (…) über die dort ankommenden Flüchtlinge via Seetransport von Ostpreußen, Westpreußen u.s.w. zu schreiben“ erschien erst 1948, zerlegt in die zwei langen Artikel über Die Katastrophe der Flüchtlingsschiffe 1945; bei Christ und Welt. Für die Alliierten galt das Blatt, das maßgeblich von ehemaligen Mitarbeitern der Propagandaabteilung des Auswärtigen Amtes geschrieben wurde, als „under cover nazi paper“. „Wegen Bongartz’ Artikeln nun warfen ihr die Alliierten 'Nationalismus und Militarismus’ vor. Daraufhin nahm der Autor für eine von März bis Juni 1949 erscheinende Serie zum Ostdeutschen Schicksal das Pseudonym Jürgen Thorwald an.“ Der Verlag plante eine Buchausgabe dieser Artikelreihe, denn „die Zeitung bat ihre Leser für eine 'wesentlich ergänzte Fassung des Tatsachenberichtes’ um weiteres Quellenmaterial, Erlebnisberichte, Aufrufe, Dokumente, Zeitungen.“
1949, zur Zeit des Kalten Krieges, publizierte Jürgen Thorwald in der Artikelserie „Die ungeklärten Fälle, Dr. Richard Sorge“ in der Münchener Illustrierten Revue diffamierende Behauptungen über den Industriellen und Judenretter Willy Rudolf Foerster. So sei dieser „dunkler Herkunft“ und habe „einen ganzen Koffer voll [deutscher] Konstruktionszeichnungen gestohlen und den Russen zur Verfügung gestellt“. Es sei zudem sehr wahrscheinlich, dass er sowjetischer Agent mit festen Verbindungen zu Richard Sorge gewesen sei. Foerster antwortete sowohl mit einer Gegendarstellung als auch einer Verleumdungsklage gegen die Revue. Thorwalds Artikel basierte auf einem Manuskript Wolfgang von Gronaus. Dieser war während des Zweiten Weltkrieges Luftattaché an der deutschen Botschaft in Tokio gewesen und hatte dort die NS-Diffamierungskampagnen gegen Foerster als angeblichen Juden, KPD-Sympathisanten und Sowjetspion aus nächster Nähe verfolgt. Zudem hatte er selbst, in Zusammenarbeit mit der Gestapo, Foersters Geschäftsverbindungen mit dem NS-Gegner und Sozialdemokraten Antonius Raab unterbunden. Von besonderer Relevanz war allerdings, dass der wegen der Rettung von Juden und seiner antinationalsozialistischen Einstellung als Sowjetagent verleumdete, verhaftete und enteignete Willy Foerster schon 1944 wegen erwiesener Unschuld von den Japanern freigelassen worden war. Nach dem Krieg war es den für Foersters Verhaftung verantwortlichen NS-Kreisen gelungen, die Vorgänge zu vertuschen und ihn bei den Alliierten als notorischen Kriminellen, Lügner und Nationalsozialisten zu brandmarken, was zu seiner restlosen Enteignung und Zwangsrepatriierung nach Deutschland führte. Passend zum Zeitgeist war dann 1949 anscheinend wieder der „Kommunist Foerster“ gefragt, als dieser von der Schweiz aus unangenehme Eingaben an deutsche und alliierte Stellen richtete, um seinen Ruf und sein Vermögen wiederzuerlangen. Offenbar hatte Thorwald vor der Veröffentlichung seiner Artikelserie von den Intrigen gegen Foerster keine Kenntnis. Als Reaktion auf die Verleumdungsklage beauftragte er jedoch seinen guten Bekannten Gerhard Matzky, ehemals Militärattaché an der deutschen Botschaft in Tokio, in Bonn Einsicht in die Foerster-Akten zu nehmen. Besonders interessierten ihn hierbei die Hintergründe der Staatenlosigkeit Foersters und ob diese dazu geeignet seien, diesen als Antifaschisten zu charakterisieren. Wenn irgend möglich wolle er, Thorwald, diesbezüglich „Foerster einen Strich durch die Rechnung machen.“ Der Versuch Thorwalds, über Matzky und die ehemaligen Tokioter Diplomaten Alois Tichy und Heinrich Seelheim belastendes Material in Form einer angeblich existenten Vorstrafenliste Foersters zu beschaffen, blieb erfolglos. Nicht erwiesen ist, ob er, wie Foerster zu Protokoll gab, zusammen mit von Gronau versuchte, Zeugen mittels Geldzahlung gegen Foerster zu beeinflussen. Die Korrespondenz zwischen Thorwald und Heinrich Seelheim sowie Seelheim und Eugen Ott zeigt, dass Thorwald offenbar als Mittel zum Zweck gegen Foerster diente und nicht selbst zu den Drahtziehern der Affäre gehörte.
1949/50 erschien Die große Flucht – aufgeteilt in die zwei Bände Es begann an der Weichsel und Das Ende an der Elbe – im Stuttgarter Steingrüben Verlag. Seitdem wurde das Buch über fünfzig Mal aufgelegt.
Damit und mit seinen weiteren dokumentarischen Werken über die NS-Zeit wurde er einem breiteren Publikum bekannt. Teilweise arbeitete Thorwald mit Fiktionalisierungen, die er bei späteren Auflagen entfernte und damit auf „erinnerungspolitische Wendungen reagiert[e]“. „So erfährt der Leser seit 1979 nichts mehr von den Gedankengängen eines Rotarmisten.“ 1995 wurden besonders drastische Episoden herausgenommen, wie „das Kapitel mit dem Pfarrer Seifert, der in der Gegend von Pirna ‚Tausende und Abertausende‘ Deutsche tot die Elbe heruntertreiben sieht“, sowie die einer „hölzerne[n] Bettstelle, auf der eine ganze Familie mit ihren Kindern mit Hilfe langer Nägel angenagelt war“, für die sich weder in Thorwalds Unterlagen noch in anderen Dokumenten Belege finden ließen. Die Stellen gehörten zu den „symbolischen Verdichtungen“, die als „‚Augenzeugenbericht‘ das bevorzugte Beispiel der CDU-Politikerin und Vertriebenenfunktionärin Erika Steinbach [war], mit dem sie ‚gerade jungen Menschen‘ die Notwendigkeit ihres Zentrum für Vertreibungen verdeutlichen will.“
Im Unterschied zu Oels’ Darstellung von 2010 attestiert Moishe Postone Thorwald, dass sein Artikel im Spiegel 1979 aus Anlass des Fernsehfilms Holocaust – Die Geschichte der Familie Weiß „einer der wenigen jüngeren Versuche in den westdeutschen Medien, die Vernichtung der Juden durch die Nazis qualitativ zu bestimmen,“ gewesen sei. Thorwald wird hier insoweit konkret: „die Planer und Akteure des Holocaust, nicht nur in der SSD, sondern im Auswärtigen Amt, im Finanzministerium, im Wirtschafts- oder Verkehrsministerium und ihren Außenstellen wurden zu Auserwählten […] zu töten.“ Er nennt Otto Ohlendorf und das Reichssicherheitshauptamt (RSHA).
Ab 1951 arbeitete Thorwald als freiberuflicher Schriftsteller. 1956 gelang ihm mit Das Jahrhundert der Chirurgen, einer Chronik der jüngeren Medizingeschichte, ein Bestsellererfolg, der beispielsweise zur Kenntnis der ersten erfolgreichen öffentlichen Demonstration der Äthernarkose im Jahr 1846 durch den Bostoner Zahnarzt Morton in der breiten Öffentlichkeit beitrug. In den nächsten Jahren schrieb er weitere Sachbücher über die Medizin und ihre Geschichte, unter anderem Das Weltreich der Chirurgen und Die Entlassung über Ferdinand Sauerbruch. Ein anderer großer Erfolg gelang ihm 1965 mit Das Jahrhundert der Detektive, einem Abriss der sensationellen Kriminalfälle und einer Geschichte der Kriminalistik. Zu seinen Werken zählen eine Geschichte der Juden in Amerika (Das Gewürz), Im zerbrechlichen Haus der Seele – Macht und Ohnmacht der Gehirnchirurgen sowie die Romane Der Mann auf dem Kliff, Die Monteverdi Mission und Tödliche Umarmung.
Das Buch über Sauerbruch führte zu einer Klage von Nachkommen des Arztes. Thorwald hatte geschrieben, dass der Arzt trotz einer Gehirnsklerose weiterhin operiert habe. Die Kläger unterlagen im Rechtsstreit vor Gericht.
Jürgen Thorwald war Gründungsmitglied im P.E.N.-Club Liechtenstein. Er lebte zuletzt in Suvigliana, einem Ortsteil von Lugano im Tessin.

## Auszeichnungen und Ehrungen
- 1966 Nominierung zum Edgar Allan Poe Award in der Kategorie Best Fact Crime für Das Jahrhundert der Detektive
- 1979 Award in Forensic Medicine
- 1983 Bundesverdienstkreuz 1. Klasse
- 1995 Ehrenmedaille der European Conference on Man für Der geplagte Mann

## Publikationen (Auswahl)
unter dem Namen Heinz Bongartz
- Luftmacht Deutschland. Aufstieg, Kampf und Sieg. 2. Auflage. Essener Verlagsanstalt, 1941 (1. Auflage unter dem Titel Luftmacht Deutschland. Luftwaffe – Industrie – Luftfahrt. Mit einem Geleitwort von Hermann Göring und drei Unterredungen mit Erhard Milch, Ernst Udet und Friedrich Christiansen mit dem Verfasser).

1. Werden und Aufstieg der deutschen Luftmacht. Der Luftkrieg in Polen. 1941 (mehr nicht erschienen).

- Seemacht Deutschland. Essener Verlagsanstalt, Essen 1941–1944.

1. Der Wiederaufstieg der deutschen Kriegsmarine. Der Krieg zur See bis zum Beginn des Feldzuges in Norwegen. 1941.
2. Die Kriegsmarine im Kampf um Norwegen. Die Eroberung der Kanal- und Atlantikküste. Der Kriegseintritt Italiens und die neue Ausgangslage des Seekrieges. 1944.

unter dem Namen Jürgen Thorwald
- Es begann an der Weichsel. Flucht und Vertreibung der Deutschen aus dem Osten. Steingrüben, Stuttgart 1949; überarbeitete Neuausgabe Droemer Knaur, München 1995, ISBN 3-426-80067-5; ebd. 2005, neuer Untertitel: Niederlage, Flucht und Vertreibung.
- Das Ende an der Elbe. Die letzten Monate des Zweiten Weltkriegs im Osten. Steingrüben, Stuttgart 1950; überarbeitete Neuausgabe Droemer Knaur, München 1995, ISBN 3-426-80068-3.
  - Beide Bände zusammen unter dem Titel: Die große Flucht, Steingrüben, Stuttgart 1965; zuletzt Droemer Knaur, München 2005.
- Die ungeklärten Fälle. Steingrüben, Stuttgart 1950 (Ernst Udet, Eduard Dietl, Günther Prien, Werner Mölders, Fritz Todt, Otto Lasch, Ferdinand Schörner, Walter Model, Walter von Reichenau).
- Wen sie verderben wollen. Steingrüben, Stuttgart 1952; Neuausgabe unter dem Titel: Die Illusion. Rotarmisten gegen Stalin. Die Tragödie der Wlassow-Armee. Droemer Knaur, München 1974; überarbeitete Ausgabe Droemer Knaur, München 1995, ISBN 3-426-80066-7.
- Der Fall Pastorius. Steingrüben, Stuttgart 1953.
- Hoch über Kaprun. Roman. Südverlag. München 1954.
- Blut der Könige. Das Drama der Bluterkrankheit in den europäischen Fürstenhäusern. Verlag der Stern-Bücher, Hamburg 1954; Neuausgabe Droemer Knaur, München 1975, ISBN 3-426-00468-2.
- Das Jahrhundert der Chirurgen. Nach den Papieren meines Großvaters, des Chirurgen H. St. Hartmann. Steingrüben, Stuttgart 1956; 18. Auflage: Knaur, München 1995, ISBN 3-426-03275-9.
- Das Weltreich der Chirurgen. Aus den Papieren meines Großvaters, des Chirurgen H. St. Hartmann. Steingrüben, Stuttgart 1957. Zuletzt Knaur, München 2000, ISBN 3-426-03281-3.
  - Beide Bände (gekürzte Fassung) unter dem Titel: Die Geschichte der Chirurgie, Steingrüben, Stuttgart 1965; unter dem Titel Das Weltreich der Chirurgen, Deutscher Bücherbund, Stuttgart 1969.
- Die Entlassung. Das Ende des Chirurgen Ferdinand Sauerbruch. Droemer Knaur, München 1960, ISBN 3-426-26081-6
- Macht und Geheimnis der frühen Ärzte. Ägypten, Babylonien, Indien, China, Mexiko, Peru. Droemer Knaur, München 1962; 10. Auflage 1993, ISBN 3-426-77064-4.
- Das Jahrhundert der Detektive. Wege und Abenteuer der Kriminalistik. Droemer, Zürich 1964.
  - Taschenbuchausgabe in drei Bänden: Das Zeichen des Kain, Report der Toten, Handbuch für Giftmörder. Droemer Knaur (= Knaur-Taschenbücher. Band 157, 160 und 164); 11. Auflage 1994/95.
- Die Stunde der Detektive. Werden und Welten der Kriminalistik. Droemer Knaur, Zürich und München 1966.
  - Taschenbuchausgabe in zwei Bänden: Blutiges Geheimnis, Spuren im Staub, Droemer Knaur, München, zuletzt 1986.
  - Beide Bände zusammen unter dem Titel: Die gnadenlose Jagd. Roman der Kriminalistik. Deutscher Bücherbund, Stuttgart 1970.
- Die Traum-Oase oder Roman eines Image: Beverly Hills. Droemer Knaur, Zürich 1970.
- Die Patienten. Droemer Knaur, München 1971, ISBN 3-426-03383-6.
- Das Gewürz. Die Saga der Juden in Amerika. Droemer Knaur, München 1978, ISBN 3-426-03666-5; unter dem Titel: Das Gelobte Land. Deutscher Bücherbund, Stuttgart 1980.
- Aufrechnen bekundet Unwissenheit. Jürgen Thorwald über die Einmaligkeit des Holocaust. In: Der Spiegel. Nr. 6, 1979 (online).
- Der Mann auf dem Kliff. Roman. Droemer Knaur, München 1980.
- Die Monteverdi-Mission. Roman. Droemer Knaur, München 1982; Neufassung 1989, ISBN 3-426-19262-4.
- Die Frauenärzte. In: Das Beste von Konsalik, Danella, Simmel, Paretti, Jürgen Thorwald, Bergius. Deutscher Bücherbund, Stuttgart (1982) (zuerst 1972).[9]
- Tödliche Umarmung. Roman. Droemer Knaur, München 1984.
- Im zerbrechlichen Haus der Seele. Ein Jahrhundert der Gehirnchirurgen, der Gehirnforscher, der Seelensucher. Droemer Knaur, München 1986, Neuausgabe 1990, ISBN 3-426-03918-4.
- Der geplagte Mann. Die Prostata, Geschichte und Geschichten. Droemer Knaur, München 1994, ISBN 3-426-26821-3.

Hörspiel:
- Das Jahrhundert der Detektive 5: Ein tragischer Unfall. Regie: Alexander Malachovsky, Mitwirkende: Herbert Fleischmann, Mario Andersen, Christian Marschall, Günther Sauer u. a., BR 1981, 57 Min.

## Interview
- Jürgen Thorwald, die Juden in Amerika. Ein Gespräch mit Hans Heinz Holz. In: Franz J. Bautz (Hrsg.): Geschichte der Juden. Von der biblischen Zeit bis zur Gegenwart. Beck, München 1983, ISBN 3-406-08468-0, S. 184–227.